# Tropanisopodus andinus
Tropanisopodus andinus är en skalbaggsart som beskrevs av Friedrich F. Tippmann 1960. Tropanisopodus andinus ingår i släktet Tropanisopodus och familjen långhorningar. Inga underarter finns listade i Catalogue of Life.